# ブラインドデート
ブラインドデート（blind date）とは、友人の紹介などを通じて、知らない相手とデートをする行為。1対1のデートを行うという点で、合コン・カップリングパーティーやグループ交際と異なる。
お見合いに近い形態だが、必ずしもお見合いのように真剣な交際・結婚を前提とした接触行為であるわけではない。